# Walther von Axthelm
Walther Moritz Heinrich Wolfgang von Axthelm, né le 23 décembre 1893 à Hersbruck et mort le 6 janvier 1972 à Traunstein, est un militaire allemand, General der Flakartillerie au sein de la Luftwaffe dans la Wehrmacht pendant la Seconde Guerre mondiale.
Il a reçu la Croix de chevalier de la Croix de fer (en allemand : Ritterkreuz des Eisernen Kreuzes). Cette décoration est attribuée pour un acte de bravoure extrême sur le champ de bataille ou un commandement avec un succès militaire.

## Biographie
Axthelm rejoint le 15 septembre 1913 le 8e régiment d'artillerie de campagne royal bavarois (de) de l'armée bavaroise à Nuremberg en tant que porte-drapeau. 
Walther von Axthelm a été capturé en 1945 par les troupes américaines et libéré en 1947.

## Promotions
- 8 juillet 1914 : Fähnrich
- 24 septembre 1914 : Leutnant
- 6 avril 1918 : Oberleutnant
- 1er octobre 1926 : Hauptmann
- 1er août 1934 : Major
- 1er janvier 1937 : Oberstleutnant
- 1er février 1939 : Oberst
- 19 septembre 1940 : Generalmajor
- 1er octobre 1942 : Generalleutnant
- 1er avril 1944 : General der Flakartillerie

## Décorations
- Croix de fer (1914)
  - 2e Classe (5 octobre 1914)
  - 1re Classe (25 août 1915)
- Insigne des blessés (1914)
  - en Noir (10 juin 1918)
- Croix d'honneur (21 décembre 1934)
- Médaille de l'Anschluss (16 décembre 1938)
- Médaille des Sudètes avec barrette du Château de Prague
- Agrafe de la Croix de fer (1939)
  - 2e Classe (29 mai 1940)
  - 1re Classe (27 juin 1940)
- Insigne de la défense antiaérienne de la Heer (3 octobre 1941)
- Croix de chevalier de la Croix de fer
  - Croix de chevalier le 4 septembre 1941 en tant que Generalmajor et commandant du I. Flak-Korps[1]